# Poulseur
 (décembre 2019).
 (décembre 2019).
 (décembre 2019).
- Si vous ne connaissez pas le sujet, laissez ce bandeau (vous pouvez alors contacter les auteurs).
- Si vous supprimez le contenu mis en cause (vous pouvez préalablement contacter les auteurs),

argumentez précisément cette suppression dans la page de discussion
(un manque de référence n'est pas un argument ; une recherche réelle de référence doit avoir été effectuée, être formellement documentée).
Poulseur (en wallon Poûsseur) est une section de la commune belge de Comblain-au-Pont située en Région wallonne dans la province de Liège.
C'était une commune à part entière avant la fusion des communes de 1977.
Poulseur fut fusionné à Hody du régime français jusqu'au 9 juin 1884.

## Géographie

### Situation
Situé entre Comblain-au-Pont et Esneux, à 20 km de Liège, en rive gauche de l'Ourthe, Poulseur était autrefois célèbre pour ses carrières de pierre. On signalera ainsi les carrières du bois d'Anthisnes, de Sart, de la Gombe et de Montfort (même si ces dernières sont situées sur le territoire d'Esneux), du Trou Botet, de la Heid de Barse, de la Terre aux Cerisiers, du Trou au Soldat, etc.

## Démographie
- Sources : INS, Rem. : 1831 jusqu'en 1970 = recensements, 1976 = nombre d'habitants au 31 décembre.

## Histoire
Le 5 août 1914, l'armée allemande exécute 13 civils et détruit 25 bâtiments, les unités en cause sont le 82e, 83e, 73e et 74e Régiments d'Infanterie et peut-être le 6e régiment de cuirassiers. Ces événements font partie des atrocités allemandes en 1914.

### Villa gallo-romaine
Le 19 janvier 1949, l'instituteur de Mont, Fernand Gavage, détecte les fondations d'une villa gallo-romaine au lieu-dit "Â vî manèdje". Des fouilles archéologiques menées en 1982 par le Cercle Archéo-Historique d'Esneux dirigé par André Martin, et reprises en 1997, permirent de dégager en partie les substructions d'une villa gallo-romaine, ainsi qu'une importante tombe au lieu-dit « Les Grandes Maisons », dans les champs de l'ancienne ferme Renaville. Peu avant l'entame des fouilles, il fut fait appel à un radiesthésiste, qui détermina avec précision l'endroit où il fallait commencer à creuser. 
Parmi les objets historiques retrouvés, de grosses tuiles rouges (des tegulae) encore intactes, et surtout d'innombrables tessons de poterie de formes et de qualité variées. Ainsi, sur le bord d'un grand plat, le potier avait-il écrit son prénom : il s'appelait TITUS. La période d'occupation du site s'étendit du Ier au IIIe, voire IVe siècle de notre ère. Mais une occupation plus ancienne est vraisemblable, des morceaux de silex taillé, des racloirs, trouvés in situ, en attesteraient. Une voie (route) secondaire (*), souvent appelée diverticule par les historiens, passait à proximité des bâtiments, venant de Mont, Anthisnes et du Condroz et portait le nom de « Tige de César ». Elle descendait alors vers le village actuel, traversant la place côté église, puis l'Ourthe, par un gué, au bout de ce qui est aujourd'hui l'avenue de l'Ourthe. On voit encore des traces, plus récentes, de cet antique gué. Curieusement, la voie repartait vraisemblablement au pied de la colline qui abrite de nos jours le hameau de Montfort, sur la rive droite de la rivière. Peut-être pour éviter ainsi la zone marécageuse qui bordait la rivière en rive gauche (le lieu-dit « Au Marais », intersection des rues d'Esneux et de la Passerelle) ? Dans le courant du XIXe siècle (+/- 1860 ?), de premières fouilles le long de la voie (plus haut vers Mont), plus sommaires sans doute, mirent tout de même au jour une tombe, un aquamanile et un petit buste en bronze. Certains de ces objets sont conservés au musée Curtius à Liège, mais le petit buste aurait atterri dans une famille d'avocats (Jottrand) de la région bruxelloise.
La plupart de ces sites gallo-romains, appelés villas, n'étaient en réalité que de modestes exploitations agricoles ; outre la culture de céréales on y pratiquait aussi l'élevage : volailles, chèvres, porcs, moutons, etc. Ici, on ajoutera la présence probable d'un bas-fourneau (traces de scories métalliques...) pour la production de fer destiné à la fabrication de divers outils et ustensiles.
Émile Detaille, de Comblain-au-Pont, éminent spécialiste de l'histoire ancienne de la région, imaginait ainsi la toponymie du village : un des « propriétaires » de cette villa gallo-romaine s'appelait Pullisius (à moins qu'il ne s'agisse d'un prénommé Polius, prénom assez courant à l'époque), ce qui donna donc Poulseur au fil des siècles.
La fin de l'occupation permanente des lieux pourrait se situer au cours du IVe siècle, époque à laquelle la région est soumise à des invasions barbares (peuplades appelées les Chauques, notamment) provenant du nord-est de l'Europe. Au cours des fouilles, on décela des traces évidentes d'un incendie d'une partie des bâtiments (paroi nord-ouest).
Le site ayant été considérablement transformé au cours du temps, l'estimation est forcément imprécise mais l'ensemble du site était vraisemblablement peu étendu, et couvrait une partie du plateau.
On peut également estimer que les substructions (restes apparents des murs en blocs de grès) de l'édifice, servirent à la construction - en partie du moins - de la tour fortifiée (voir ci-après) et des premiers bâtiments de ce qui devint, au fil des siècles, la ferme du Mainil (ou du Many), puis la Neuve Cense et enfin la ferme Renaville.
(*) Les fouilles des dernières années, sur l'ensemble du territoire de la France, attestent de la présence d'un réseau routier gaulois assez développé, bien avant l'arrivée des troupes de César en Gaule. Il est donc logique de penser que c'était aussi le cas dans les contrées belges.

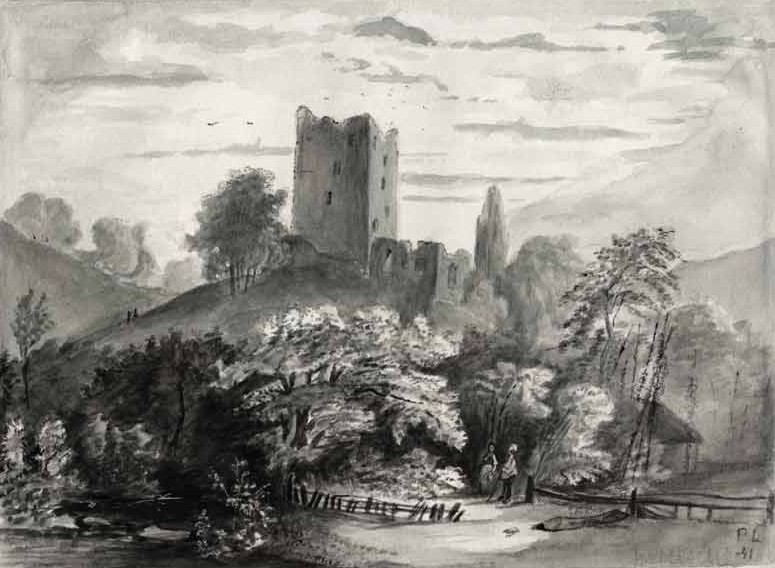
Ruines du château de Poulseur, Paul Lauters (1841).

#### La Tour Fortifiée
Puis, l'histoire de Poulseur a connu une pause de près de 900 ans : aucun renseignement ne semble disponible, entre +/- 350 et +/- 1250 ! À cette date (1250, donc), un bâtiment est clairement identifié : la ferme du Mainil ou du Many, que l'on connait de nos jours sous le nom de « ferme Renaville », encore appelée Neuve Cense voici un siècle. Il est d'ailleurs vraisemblable que les premiers murs de cette construction furent érigés avec des matériaux récupérés sur le site de l'ancienne villa gallo-romaine.
Une tour fortifiée domine le centre de Poulseur, elle fut construite vers 1300, par ordre d'Eustache II du Many (son nom a un rapport avec la ferme citée plus haut), lequel y habita, de même que ses descendants, Eustache III et Eustache IV du Many.

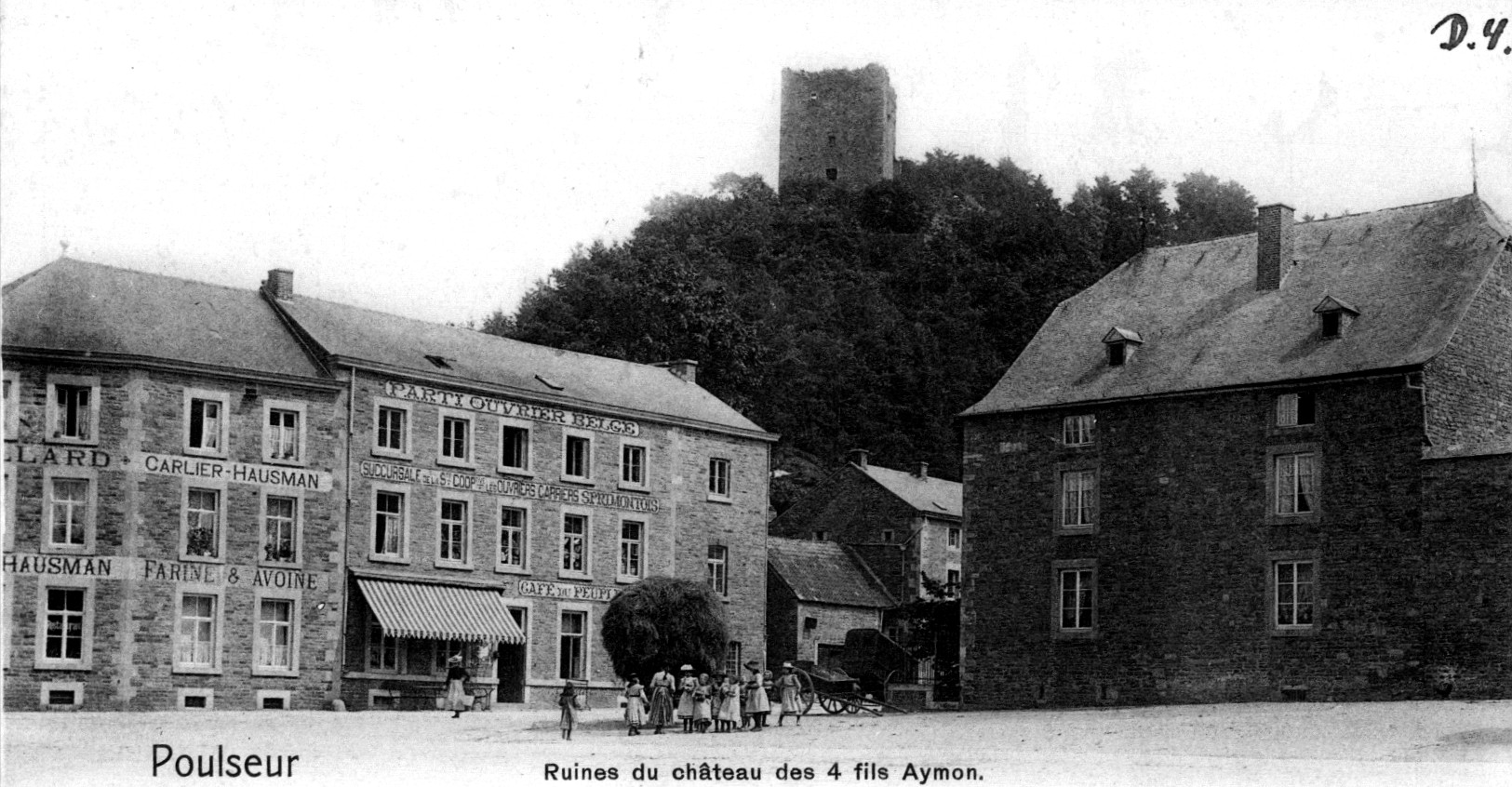
Donjon Tour Reinarstein.

Il serait donc plus correct de l'appeler ainsi, semble-t-il : « Tour Fortifiée des du Many » et non « Tour Renastienne », « Tour de Reinardstein » ou avec moins de cohérence encore, comme jadis, « Château des 4 Fils Aymon », « Tour carrée de Charlemagne », etc. Cette construction fortifiée, totalement restaurée en 2014, était avant tout destinée à la sécurisation de la vallée. Sur l'autre rive de l'Ourthe, quasiment face à cette tour, se dressait un château fortifié (château de Montfort), et un autre, bien plus grand, quoique quasiment inconnu, au-dessus du village de Chanxhe (château dit « du Fays »). Ces différents ouvrages avaient la même vocation géopolitique, en quelque sorte — à cette époque, les petits seigneurs ruraux avaient tout intérêt à faire alliance avec des seigneuries bien plus importantes : il en fut ainsi pour les du Many, qui finirent par faire alliance, après mariage des deux familles (voir l'opus du Dr Ubregts, cité plus bas, qui comporte mille et un détails sur le sujet) aux seigneurs de Reinardstein, d'où, d'ailleurs, la confusion faite dans le nom donné à la tour officiellement, de nos jours.
On notera, pour la petite histoire cette fois, la croyance tenace de la population poulseuroise en l'existence d'un mystérieux souterrain qui partait de la tour, dévalait le coteau, passant ensuite sous la place et sous l'Ourthe, Dieu sait pour aller où ensuite ! Soulignons ici que l'idée de rejoindre le château de Montfort semble exclue : quasi personne ne connaissait l'existence de cette fortification. Toutefois, des ouvriers carriers ayant travaillé sur le site de la carrière de Montfort affirment qu'un « conduit en zigzag descendant » (entrée située dans la carrière même) fut rebouché (début du XXe siècle ?), lequel menait vers l'Ourthe. Puis, dans la cour du château, un frêne âgé de tout au plus 40 ans (dans les années 1960), présentant une grosse branche à l'équerre du tronc, faisait-il songer à certains à un arbre de justice (arbre aux pendus), datant du Moyen Âge. Cet arbre était visible de la place du village. C'était tentant de croire à cette invraisemblable hypothèse.

#### Les carrières
Durant des siècles, les pierres extraites des carrières furent acheminées, vers Liège, par voie d'eau. Les bateaux à fond plat — les « bètchettes » —, souvent tirés par des chevaux, ne pouvaient franchir les parties rapides de l'Ourthe, car il n'y avait pas une hauteur d'eau suffisante. On creusa donc, à ces endroits, en parallèle avec la rivière, des canaux suffisamment profonds — avec biefs et écluses, évidemment — qui permettaient dès lors de « contourner » les zones rapides. Le canal de Poulseur est un des derniers vestiges de cette période. Mais un projet plus vaste encore, à l'initiation de la Compagnie du Luxembourg, visait à relier la Moselle et la Meuse, via une succession de canaux, en parallèle, donc, avec l'Ourthe non navigable. À la fin des années 1960, un bout de canal et une écluse quasi complète étaient encore visibles à la Gombe, à côté du site actuel de plongée dans une ancienne carrière mise sous eau.
D'innombrables convois ferroviaires, chargés de milliers et milliers de tonnes de gros blocs de calcaire, partirent de Poulseur, dans les années 1960, à destination des Pays-Bas et de l'immense digue du Zuiderzee (projet « Delta »), construite pour protéger les Hollandais des assauts de la mer du Nord. Ces blocs provenaient des carrières environnantes, entre autres d'Anthisnes. Dans les années les plus fastes de l'exploitation de la pierre, on installa un téléphérique de grandes dimensions, parmi les plus longs d'Europe sinon du monde, lequel téléphérique acheminait la pierre extraite au « Bois d'Anthisnes », au-dessus du hameau de Sart, vers la vallée — les Poulseurois l'appelaient alors « l'aérien ». C'est à l'emplacement des anciens bureaux du Ministère des Finances que les pierres étaient ensuite réceptionnées, triées, puis « transformées ». Les ouvriers appelés « épinceurs », travaillaient les blocs de grès à la main, avec des marteaux très particuliers, assis à même le sol, dans des baraques en tôle ouvertes à tous les vents — dans les années 1960, le téléphérique finit par faire place à un convoi de camions, qui faisaient plusieurs fois par jour l'aller-retour entre le bois d'Anthisnes et la vallée. À ce même endroit, il y avait aussi une forge, des salles de sciage, et un entrepôt / atelier où étaient stockés, entre autres, sans grandes précautions, des dizaines de bâtons de dynamite, alors utilisée dans les carrières pour extraire le grès. En ces temps-là, les mesures de sécurité envers les explosifs étaient en effet assez sommaires. Ainsi, vers 1960, les journées des Poulseurois étaient-elles souvent rythmées par le bruit des explosions de mines. Mais une autre partie des pierres extraites au bois d'Anthisnes (ou à la carrière de Sart) étaient destinées au concasseur, ce haut bâtiment dont on voit encore les murs à la sortie du village (direction Esneux). Là, dans un bruit d'enfer, les pierres étaient broyées — par simple rotation — dans un énorme cylindre criblé de trous de tailles diverses. On récoltait alors, en contrebas, du gravier de différents calibres qui était stocké dans de grands silos. Après quoi, le gravier partait vers les voies du chemin de fer, grâce à un tramway qui tirait les wagons remplis de caillasse.

## Patrimoine et culture

### Patrimoine architectural
- Tour Renardstein : vestige d'un château construit entre 1292 et 1302. La tour est classée en 1958.
- Église du Sacré-Cœur de Jésus : construite en 1844 et remise à neuf en 1908.
- Maison du Peuple : construite en 1921, en style Art déco.